# Septoria
Septoria ist eine große Schlauchpilzgattung mit je nach Autor 1000  bis 2000 Arten, die parasitisch auf Pflanzen leben. Zu ihnen zählen einige bedeutende Schädlinge des Getreides wie zum Beispiel Septoria tritici, der Erreger der Blattdürre auf Weizen, Triticale, Roggen und Gräsern.

## Merkmale
Es handelt sich um eine Anamorphengattung. Sind Hauptfruchtformen (Teleomorphe) bekannt, so zählen sie zu den Gattungen Mycosphaerella und Phaeosphaeria.
Septoria-Arten sind Koelomyceten, die ihre Sporen (Konidien) in sogenannten Pyknidien bilden. Gattungstypisch sind die langen, wurstförmigen hyalinen Konidien mit einem Länge:Breite-Verhältnis von mindestens 10:1. Sie sind die ein- bis vielfach septiert, können gerade oder gekrümmt sein, sind glatt. An den Septen können sie eingeschnürt sein.
Durch die Größe des Taxons kann die Arten mit vielen anderen imperfekten Gattungen verwechselt werden. Die Arten der früher zu Septoria gerechneten Gattung Stagonospora haben viel kürzere hyaline Konidien mit dickwandigen Pyknidien. Außerdem sind die Pyknidien von Septoria normalerweise dunkel.
Cylindrosporium-Arten bilden ihre Konidien in Acervuli und nicht in Pyknidien, die im Wirtsgewebe meist unregelmäßig aufbrechen und meist mit einer Schicht Wirtsgewebe bedeckt sind. Phloespora bildet ebenfalls Acervuli.

## Ökologie und Verbreitung
Septoria-Arten lösen meist verschiedenste Nekrosen auf Blättern ihrer Wirtspflanzen aus und kommen weltweit verbreitet in einer Vielzahl an Ökosystemen sowohl an krautigen als auch auf holzigen Pflanzen vor. Es gibt Generalisten mit einem sehr weiten Verbreitungsgebiet und einem breiten Artenspektrum. Andere sind auf einzelne Pflanzen spezialisiert, bzw. an gewisse Ökosystem wie feuchte, mesophile Bergwälder angepasst. Aber auch Arten aus trockenen ariden Gebieten sind bekannt.

## Bedeutung
Unter den zahlreichen Arten befinden sich zahlreiche Schädlinge. In Mitteleuropa bedeutsam ist Septoria tritici, der Erreger der Blattdürre auf Weizen. Dagegen wird der Erreger der Blatt- und Spelzenbräune des Weizens, Phaeosphaeria nodorum  mit der Anamorphe Stagonospora nodorum, früher Septoria nodorum genannt nun zur Gattung Stagonospora gerechnet. Ein anderer ökonomisch wichtiger Schädling ist Septoria lycopersici auf Tomate, der braune punktförmige Nekrosen auf den Blättern auslöst.

## Taxonomie und Arten
Neuere phylogenetische Untersuchungen haben ergeben, dass Septoria nicht monophyletisch ist. Zudem wurde festgestellt, dass das Merkmal der Konidiomata (Pyknidie oder Acervulus) für die Phylogenie wenig Bedeutung hat, daher wurde eine Aufrechterhaltung der Trennung der beiden Gattungen Phloeospora und Septoria als unhaltbar bezeichnet.
Wie erwähnt werden zur Gattung 1000 bis 2000 Arten gezählt. Allein in der Türkei sind 79 Arten bekannt.
Die Datenbank der Pilze Österreichs listet 70 Arten (Stand 2023), darunter folgende:
- Ahorn-Septoria, Ahorn-Septenblattpilz (Septoria aceris (Lib.) Berk. & Broome)
- Giersch-Septoria  (Septoria aegopodii Desm.)
- Septoria armoraciae Sacc.
- Septoria caricinella Sacc. & Roum.
- Septoria caricis Pass.
- Septoria caricis-montanae Vestergr.
- Hartriegel-Septoria  (Septoria cornicola Desm.)
- Septoria cyclaminis Durieu & Mont.
- Berufkraut-Septoria (Septoria erigerontis Berk. & M. A. Curtis)
- Nelkenwurz-Septoria (Septoria gei Roberge ex Desm.)
- Storchenschnabel-Septoria  (Septoria geranii Roberge ex Desm.)
- Sonnenröschen-Septoria (Septoria helianthi Ellis & Kellerm.)
- Septoria heraclei (Lib.) Desm.
- Septoria lineolata Sacc. & Speg.
- Septoria oenotherae Westend.
- Einblatt-Septoria (Septoria paridis Pass.)
- Birnen-Septoria (Septoria pyricola Desm.)
- Septoria polygoni Desm.
- Septoria ribis (Lib.) Desm.
- Skabiosen-Septoria (Septoria scabiosicola Desm.)
- Septoria sisymbrii Niessl
- Septoria sonchifolia Cooke
- Ziest-Septoria  (Septoria stachydis Roberge & Desm.)
- Septoria villarsiae Desm.
- Mycosphaerella rubi Roark (Septoria rubi)